# Jef Schryvers
Louis Van de Velde (Zoersel, 25 augustus 1935 - Antwerpen, 22 december 2004) was een Belgische politicus voor de CVP. Hij was burgemeester van Zoersel.

## Levensloop
Schryvers was burgemeester van Zoersel van 1965 tot 1976. Na de gemeentefusies van 1976 werd hij, verkozen op de CVP-lijst, eerste schepen van de fusiegemeente Zoersel.
Schryvers was doctor in de rechten. Hij was de vader van de latere burgemeester Katrien Schryvers.